# 싯딤 전투

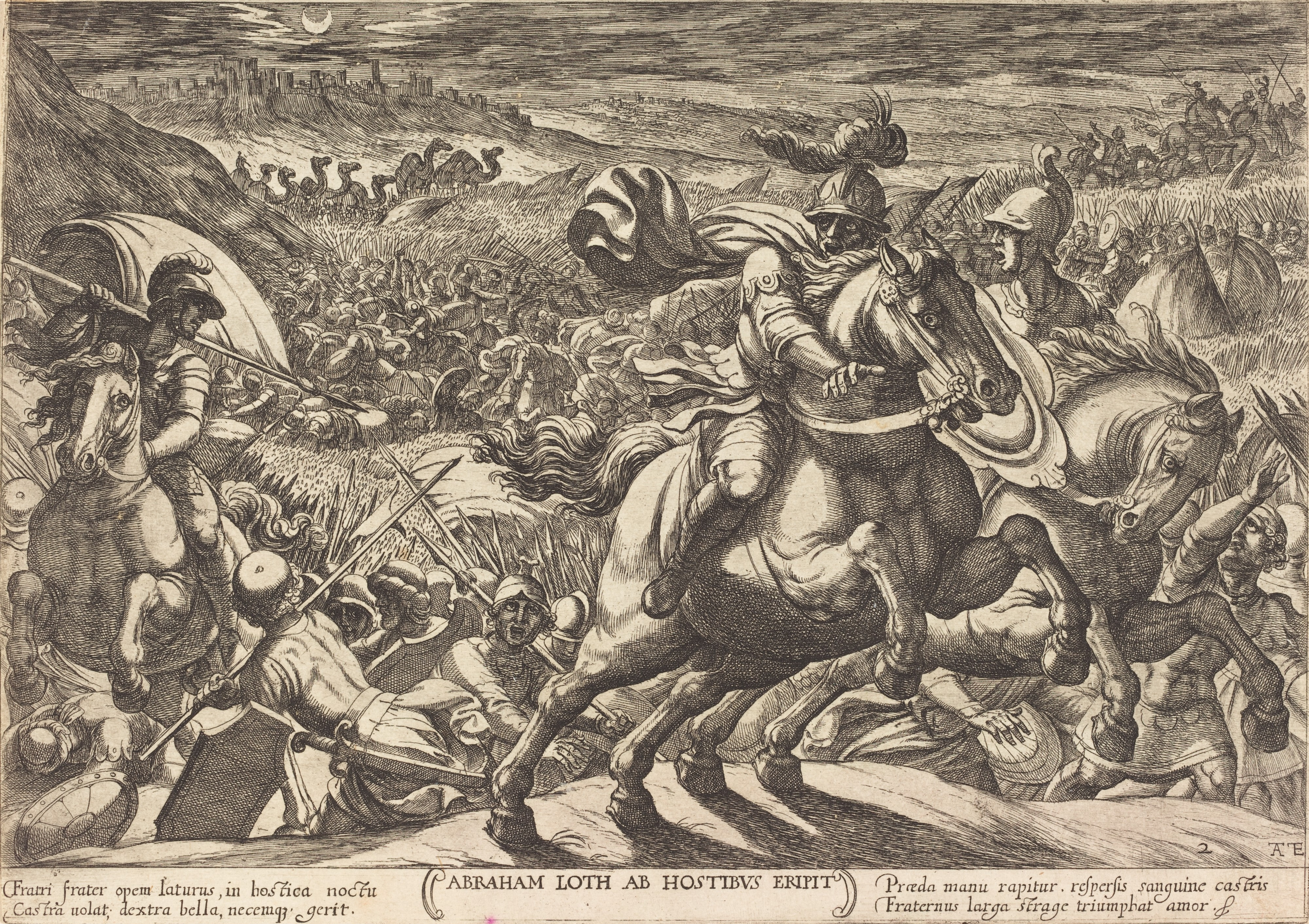

싯딤 전투 또는 싯딤 계곡 전투는 흔히 아홉 왕의 전쟁 또는 그돌라오멜의 학살이라고도 불리며, 히브리어 성경 창세기 14장 1-17절에 나오는 아브람과 롯 (성경 인물) 시대에 일어난 사건이다. 싯딤 계곡은 요르단 강 평야의 도시들이 메소포타미아의 지배에 반기를 든 전쟁터였다.
이 사건이 역사적으로 발생했는지에 대해서는 학자들 사이에서 논쟁이 있다. 로널드 헨델에 따르면, "현재의 정설은 창세기에 이스라엘 이전 사건에 대한 역사적 기억이 거의 또는 전혀 없다는 것이다."

## 배경
창세기는 롯 시대에 싯딤 계곡이 메소포타미아의 네 군대와 요르단 평야의 다섯 도시들 사이에서 싯딤 전투가 벌어졌던 강 계곡이었다고 설명한다. 성경 기록에 따르면, 소돔과 고모라가 멸망되기 전, 엘람 왕 그돌라오멜은 요르단 강 평야 주변의 부족들과 도시들을 정복했다. 13년 후, 요단 평야 성읍들의 네 왕이 그돌라오멜의 통치에 반기를 들었다. 이에 대응하여 그돌라오멜과 다른 세 왕은 소돔 왕 베라와 동맹을 맺은 네 왕을 상대로 전쟁을 일으켰다.

## 같이 보기
- 아브라함
- 이브리움